# Pablo Tamagnini
Pablo Federico Tamagnini (Río Segundo, provincia de Córdoba, Argentina; 24 de junio de 1983) es un cantante argentino, que actualmente es vocalista del grupo de cuarteto La K’onga.

## Datos Biográficos
En 2003 participó del programa televisivo Operación Triunfo Argentina, donde alcanzó el segundo lugar, tras lo cual grabó su primer disco titulado Pablo Tamagnini.
En agosto del año 2005 publicó un nuevo disco titulado Custodio de este amor. El tema fue cortina de la telenovela Amor en custodia.
En 2007 participó en el programa de televisión Gran Hermano Famosos y en 2011 publica el disco Hoy.
En febrero de 2013 se sumó al grupo de cuarteto La K’onga en condición de vocalista, junto a Nelson Aguirre y Diego Granadé, quienes ya integraban la banda desde hacía diez años antes.
La banda se caracteriza por combinar el cuarteto, ritmo tradicional y popular de la Provincia de Córdoba (Argentina) con temas románticos, bailes y coreografías.
Su repertorio más conocido con el grupo incluye temas como El mismo aire, Ya no más, Te mentiría, Me vas a ver, Tengo que calmarmeo Fama de diabla (con David Bisbal y Emanero), entre otros.
Además de los temas propios, La K’onga ha colaborado también con otros artistas, incluyendo a Luciano Pereyra, Nahuel Pennisi, Sergio Dalma, Mya, Ke Personajes y Luck Ra, entre otros.
En 2022 La K’onga realizó una serie de conciertos en la ciudad de Buenos Aires, presentándose en diez jornadas en el Teatro Gran Rex y tres en el Movistar Arena.
La banda recibió el Premio a Mejor álbum grupo de cuarteto con Sin Límites (10 Noches Mágicas en el Gran Rex).
En 2024 La K’onga actuó en vivo en Estados Unidos y Europa.
En su vida familiar, tiene una relación con Macarena Martínez y tiene seis hijos de tres relaciones diferentes, la mayor, Mara, se dedica también a la música y ha participado en actuaciones de La K’onga.